# 大奥義書
『大奥義書』（だいおうぎしょ、仏: Le Grand Grimoire、英: The Grand Grimoire）とは悪魔や精霊などの性質や、それらを使役する方法を記した魔術書グリモワールの一つ。日本語タイトルとしては他に、『大いなる教書』あるいはフランス語風に『グラン・グリモワール』とも呼ばれる。『赤い竜』（仏: Le Dragon Rouge、英: The Red Dragon）という名前でも知られている。ハイチでは『真の赤き竜』（仏: Le Veritable Dragon Rouge、英: The True Red Dragon）と呼ばれ、ブードゥー教の実践者の間で崇拝されている。

## 概要
『大奥義書』は黒魔術に属するグリモワールの一つである。アーサー・エドワード・ウェイトは『大奥義書』を「一連の（グリモワールの）中で最も奇想天外なもの（英: the most fantastic of the cycle）」と評している。この書は1522年の写本に基づくものと謳っているが、実際には18世紀になってしばらく経ってから書かれたと思しい
。編者はラビのアントニオ・ヴェニティアナとされ、編者の名から、この書の発祥はイタリアであると考えられている。
内容としては、召喚において必要な神秘の杖の作製方法、悪魔の階級と名称の一覧、悪魔との取引を行うためにルシファー配下の悪魔であるルキフゲ・ロフォカレを召喚する手順、その他まじないの類が記載されている。

## 登場する悪魔のリスト
他の多くのグリモワールと同様に、『大奥義書』にも悪魔の階級構造が紹介されている。本書によれば、地獄は三柱の精霊が支配している。
| 階級   | 精霊の名前     |
| ------ | -------------- |
| 皇帝   | ルシファー     |
| 君主   | ベルゼビュート |
| 大公爵 | アスタロト     |

そして、これらの支配者の配下に六柱の上級精霊があり、これら上級精霊が三柱ずつ合計十八の精霊を指揮しているという。
| 階級           | 精霊の名前           | 配下の精霊の名前 | 配下の精霊の名前 | 配下の精霊の名前 |
| -------------- | -------------------- | ---------------- | ---------------- | ---------------- |
| 宰相           | ルキフゲ・ロフォカレ | バエル           | アガレス         | マルバス         |
| 大将           | サタナキア           | プルスラス       | アモン           | バルバトス       |
| 司令官         | アガリアレプト       | ブエル           | グソイン         | ボティス         |
| 中将           | フルーレティ         | バティム         | ピュルサン       | エリゴル         |
| 旅団長         | サルガタナス         | ゾレイ           | ウァレファル     | ファライー       |
| 少将、総監督官 | ネビロス             | アイペロス       | ナベルス         | グラシャラボラス |

他にも何百万という精霊たちがいて、これらの上級精霊たちに仕えているという。しかし、それらの下級精霊たちに何かを命じる場合には六柱の上級精霊を通じて行えば済むため、下級精霊たちの名を挙げることに意味はないとして紹介はなされていない。
『大奥義書』に挙げられている悪魔・精霊の名前は、他のグリモワールと共通が見られる。三人の支配者および六柱の上級精霊の名は、ルキフゲ・ロフォカレを除いて『真正奥義書』と共通している。また、六柱の上級精霊に仕える十八の精霊の名は、『ゴエティア』および『悪魔の偽王国』に挙げられるものである。特に『悪魔の偽王国』とは名前の記載順序が完全に一致している。